# ブラウザ三国志
『ブラウザ三国志』（ブラウザさんごくし）はマーベラス（旧・AQインタラクティブ、マーベラスAQL）が運営するシミュレーションゲーム。開発はONE-UP。その名の通りブラウザゲームであり、アプリケーションソフトウェア（アプリ）はブラウザによってその都度ダウンロード・実行されるため、専用クライアントソフトのインストールは不要。三国志の武将がカードとして多数登場する。
公式サイト以外にも以下のアカウントが利用できる。
- ブラゲタイム（ベクター）
- ゲームチュー（ゲームオン）
- アットゲームズ（ジークレスト）
- Poster（ゲームポット）
- ガンホーゲームズ（ガンホー・オンライン・エンターテイメント）
- GEOオンライン（ゲオ）
- OCNゲーム（NTTコミュニケーションズ）

また、専用ワールドが用意されているサイトもあり、各サービスのアカウントでプレイできる。基本プレイは無料。
| サイト         | 頭文字 |
| -------------- | ------ |
| 一般           | s      |
| mixi           | m      |
| ハンゲーム     | h      |
| Yahoo!モバゲー | y      |
| ニコニコアプリ | n      |

なおゲームをプレイするワールドによってプログラムのバージョンが異なる場合がある。バージョンが違う場合、細かい部分の挙動等に違いが出ることがあるため、詳細な挙動については必ずプレイヤーの属するワールドのヘルプを参照すること。なお各ワールドのプログラムのバージョンは、ログイン直後に表示されるワールド選択画面で確認できる。

## 概要
プレイヤーはプレイ開始時に自分の城とスターターの武将カード1枚が与えられ、拠点を開発することで国力を高め、出兵することで領土を拡大する。最終的に雲南・北平・鄴・長安・建業・成都・許昌 の7つの城を制圧することが目標となる。
プレイヤーがログアウトしてもゲームは進行し、ログアウト中の行動は報告書などにまとめられる。

### ゲームの魅力
単独での城や砦の攻略は非常に困難で、同盟員と出兵時間などを合わせなければ攻略出来ない為、同盟員とのコミュニケーションが鍵を握る。
そのため、同盟用掲示板などや外部のIRCチャットで作戦を練ったり、質問・雑談などで交流を図る楽しみがある。

## ゲームシステム

### 資源
木材・石材・鉄・食糧の4種類があり、兵を集めたり、施設を作ったり、施設のレベルアップなどに使用される。また、同盟のレベルを上げるためには寄付が必要である。木材・石材・鉄の収量を増やす施設はそれぞれの資源に隣接する場合にしか作れない。食糧は施設のレベルや兵士数で増加量が変化する。プレイヤーごとに管理されており、どの拠点でも使用できる。

### 領土
各領土には攻め込みやすさを示すレベルと資源が設定されており、武将を使って攻め落とすことで資源を徴収できる。基本的に資源が多い土地はレベルが高く、一定レベルを超えると上級兵と戦う。また、ゲーム数が進行するごとに新しい資源配置の領地が登場することもある。
自分の領土にするためには名声値が必要。占領した土地は名声値を使用することで資源の収量や防御レベルをアップできる。また、合計の名声値が一定値に達すると、自分の領土を使って拠点（村・砦）を設営できる。
マップの各地には先述した城の他にも砦が設置されており、NPCが防衛している。これらの砦や城を初めて攻め落としたプレイヤーが所属する同盟にはボーナスが与えられる。

### 兵士
兵士を作る場合には、資源の他に対応する施設と生産するための研究が必要になる。槍兵・弓兵・騎兵は三すくみの関係になっている。
剣兵・大剣兵
能力は低いが安価で製作できる。剣兵は研究も必要ない。
槍兵・矛槍兵
槍を持った兵士。騎兵に強く弓兵に弱い。
弓兵・弩兵
弓を持った兵士。移動速度は遅い。槍兵に強く騎兵に弱い。
騎兵・近衛騎兵
騎馬兵。移動速度が速い。弓兵に強く槍兵に弱い。
斥候・斥候騎兵
情報収集を行う兵種。偵察を行った際に防御側より攻撃側の斥候数が多いと情報が相手に知られる。
盾兵・重盾
主に防御用の兵士として使われる。槍、弓、騎兵に強く剣兵に弱い。
衝車・投石機
城の耐久度を下げるのに必要な兵種。他の兵種に比べて製作に時間がかかる。

### チュートリアル・クエスト
プレイ開始直後に水鏡先生が施設の建て方や兵の作り方などについて説明する。チュートリアルクリア後はクエストという形で課題に挑戦できる。課題をクリアすると内容に応じ資源・名声・各種ポイントなどが手に入る。

### ポイント
ゲーム内で使用できるポイントは3種類ある。
ブショーダスポイント（BP）
後述するブショーダスライトを引くために必要なポイント。施設の建設や1日1回のログイン、武将カードの破棄などで増加する。
トレードポイント（TP）
カードの入札や合成を実行するのに必要なポイント。施設の建設、出品したカードが落札されることなどで増加する。
チャージポイント（CP）
ゲームの進行が有利になる機能が使えるポイント。課金で増やせる他、一部クエストをクリアした場合にももらえる場合がある。1CP=1円。
これらのポイントはキャンペーンやログイン障害に対するお詫びとして配布される場合もある。

### 武将カード
武将カードにはレアリティが低い順にC（コモン）、UC（アンコモン）、R（レア）、SR（スーパーレア）、UR（ウルトラレア）、Ｌ（レジェンド）の６種類のレアリティがあり、同一人物のカードでも番号やレアリティが異なれば能力・スキルが異なる場合がある。カードの組み合わせは史実上の所属勢力に拘束されず、魏・呉・蜀・その他の勢力の武将を自由に組み合わせることができる（同一人物の重複登録はレアリティが異なる場合でも一部例外を除き不可）。
カードの登録枚数に制限はないが、コスト制が採用されており、プレイヤーはコストの中でカード編成を考える必要がある。カードのコストは1.0〜4.5まで0.5刻みで設定されている。コストの上限値は名声値の獲得により上昇するほか、CPを消費することで一時的にコストを上昇できる（最大25）。
各カードにはコスト・HP（最大100固定）・攻撃力（攻め込む場合に有効になる攻撃力）・知力（内政を行う際の生産量の増加に影響）・防御力（攻め込まれた場合に有効となる防御力。対歩兵、対槍兵、対弓兵、対騎兵の4つがある）・移動速度およびスキルが設定されている。これらの能力はレベルアップの際に与えられるポイントで攻撃力・防御力・知力・移動速度を強化できる。また、不要カードや複数枚の同一種カードを合成することでスキルを付与したりレベルアップできる。
スキルには移動速度や攻撃力を上昇させる攻撃系スキル（有効期間は1回の攻撃のみ）や生産量や防御力を増加させる防御系スキル（有効期間は一定時間）があり、1回使用すると一定時間再使用不可となる。
武将カードはブショーダスを引くかトレードでTPを消費して落札することで入手できる。
ブショーダス
- ブショーダスライト

1回100BP。無料で引けるがURが当たることはごく稀にしか起こらず、R・SRの当選確率も低い。
- ブショーダスシルバー

1回300CP。ライトに比べてR以上のカードが当たる確率が上がっている。またC・UCが当たった場合、レベルが最初から上がっている。
- ブショーダスゴールド

1回600CP。必ずUC以上のカードが当たる。R以上のカードに関してもシルバーより当選確率が高い。
- ブショーダスシルバーEX

1回につきシルバーチケット1枚消費。必ずRカードが当たる。
- ブショーダスゴールドEX

1回につきゴールドチケット1枚消費。必ずSR以上のカードが当たる。
ブショーダスシルバー・ゴールドを引くためのCPは前述の通り課金するかクエストなどで入手する必要がある。またシルバーチケット・ゴールドチケットはゲーム終了時の成績に応じて配布されるなど入手方法が限られている。
- 大鳳

：一回につき大鳳チケット1枚消費。必ずR以上のカードが当たる。クエスト、イベント、ログインボーナス、ヨロズダスなどで貰える。
- 小麗

：一回につき小麗チケット1枚消費。必ずUC以上のカードが当たる。クエスト、イベント、ログインボーナス、ヨロズダスなどで貰える。
トレード
トレードは封印入札方式（相手の入札価格が見えないオークション）で行われる。出品者は10TP以上で落札希望価格（最低価格）を設定してカードを出品する。カード希望者は入札TPを入力して入札する。強制公開期限までに入札の無かったカードは落札希望価格で落札できる。取引が成立した場合、出品者は手数料を除いたTPを入手する。

### 同盟
ゲーム開始直後、プレイヤーは単独の個人同盟に必ず所属する。別の同盟に加入すると、その同盟は消滅するが、離脱した場合、元の個人同盟に戻る。
最初は「独立同盟」と呼ばれる状態で同盟加入への申請・許可などができるが、同盟の盟主の本拠地を別のプレイヤーに落とされると、落とされた同盟は「配下同盟」となり、配下同盟への新規加入申請ができなくなる。盟主以外の同盟員の本拠地が落とされた場合は、落とされた同盟員が離脱したうえで、単独の配下同盟となる。
同盟から抜けたい場合、盟主の許可を必要としない離反と盟主の許可が必要な脱退がある。離反は配下同盟でも実行できるが、武将カードとTP、BP、CP以外のものを失い、新たな土地に本拠地を作る。脱退は独立同盟の同盟員のみ使用できる。
同盟にはレベルが設定されており、定員や経験値・資源のボーナス（独立同盟のみ）などに影響する。資源を一定量寄付することでレベルアップする。

### ゲーム終了・リセット
1回のゲームは基本的に約4ヶ月で終了。終了時点である同盟が前記の7つの城を全て支配下に収めていた場合「天下統一」となり、当該同盟の参加者のうちランク上位100名にR・SR・URの武将カードが必ず当たる「ブショーダスゴールドEX」チケットが配布される。天下統一できなかった場合は城や砦の制圧同盟の上位がチケットを獲得する。
終了後は一定期間の間、ゲームの戦績を表す「歴史書」が表示された後、データがリセットされ新たなゲームがスタートする。新ゲームは後述するワールド統合がされない限り、武将カード全てをレベル・スキル等育成状態を含めて持ち越しとなる。
ワールド統合
ワールド終了後にユーザー数調整等の目的で複数のワールドの統合が行われたことがある（対象は1+2,3+4,5+6,7+8,9+10など隣り合う番号のワールド同士。さらに統合する場合も1-4,5-8と隣接するワールドとなる）。CPはそのまま保持されるが、TP・BPに関してはリセットされる。統合の際に、ゲーム期間が短い不利なサーバ側には人口が一定数以上の場合、ブショーダスシルバーEXがボーナスとして付与されたり、経験値が3倍獲得できるボーナス期間などの救済策が用意されている。その場合は武将カードの持ち越し等に制限が加わる（詳しくは公式アナウンスを参照のこと）。

## 独自仕様

### mixi
招待クエスト
マイミクシィ（マイミク）をゲームに招待することでTPがもらえるクエストが存在する。
ヨロズダス
BP,TPやシルバーチケット、便利機能などが当たる（ハズレもある）。本ゲームをプレイしているマイミクの人数に応じて引ける回数が変わる。

### ハンゲーム
CPのお財布
ハンコインで購入したCPははじめにCPのお財布にチャージされ、そこからCPを各ワールドに振り分けることになる。また、未使用のCPをお財布に戻すこともできる。

## 派生作品
ブラウザ三国志モバイル
GREE、mixiゲーム、dゲーム、Mobageで配信されているカードバトル・SLG。フィーチャーフォンの他、iOS・Androidにも対応している。
ブラウザ一騎当千 爆乳争覇伝
キャラクター（武将）を漫画一騎当千に置き換えたもの。
メガミエンゲイジ
キャラクター（武将）を様々なキャラクターに置き換えたもの。NPCの討伐で報酬がもらえたり、同盟が組めるのは同じ勢力のみといった要素が追加。また、キャラクターを進化させる要素があり、イラストが変わるといった要素も。

## ブラウザ三国志 NEXT
PlayStation Vita用ソフトとして『ブラウザ三国志 NEXT』の開発が発表されており、当初はハードの発売日である2011年12月17日に配信開始予定とされていた。しかし当初予定から配信延期となって以降、続報が無い状態が継続している。
2011年11月時点の開発者インタビューによればブラウザゲーム版と同様に基本料金無料・アイテム課金制で、ハード性能に合わせてグラフィックを強化してタッチスクリーンにも対応するとされていた。